# Joseph Corozzo
Joseph "Jo Jo" Corozzo, Sr. (Brownsville, Brooklyn, 1942-4 de diciembre de 2024) fue un mafioso neoyorquino que fue reputado consigliere de la familia criminal Gambino.

## Biografía

### Antecedentes
El hermano de Joseph, Nicholas fue un supuesto jefe de la familia Gambino. Joseph tiene otros dos hermanos: Blaise, presunto soldado Gambino, y Anthony, presunto asociado Gambino. Joseph es el padre del abogado criminalista de Nueva York Joseph Corozzo, Jr.

### De capo a consigliere
Joseph Corozzo empezó en la familia Gambino como secuestrador de camiones de transporte. Corozzo se ganó el apodo de "Miserable" porque supuestamente padece trastorno bipolar. En 1971, Corozzo fue encarcelado por desacato al tribunal por negarse a responder a las preguntas del gran jurado sobre el crimen organizado.
En 1991, durante el juicio del jefe Gambino John Gotti, el Federal Bureau of Investigation (FBI) identificó a Corozzo como un caporegime Gambino. En 1992, Corozzo se convirtió en consigliere sustituyendo a Frank Locascio, que ese año había sido condenado a cadena perpetua.
El 24 de noviembre de 1992, Corozzo fue acusado en Nueva York de dirigir una banda de secuestradores, un establecimiento de apuestas hípicas y una operación de usura. El 30 de mayo de 1994, Corozzo fue procesado en Nueva Orleans por cargos de crimen organizado relacionados con la infiltración de la mafia en la industria del video póquer en Luisiana.
El 20 de mayo de 1995, Corozo fue absuelto de todos los cargos en el juicio de Nueva York. El 8 de septiembre de 1995, se declaró culpable de cargos de conspiración en Nueva Orleans como parte de un acuerdo de culpabilidad. Fue condenado en Nueva Orleans a tres años de prisión federal en la Prisión Federal Camp Montgomery, Maxwell AFB, AL.
En 2003, el miembro del "Ruling Panel" Michael "Mikey Scars" DiLeonardo testificó que Arnold "Zeke" Squitieri era el subjefe de los Gambino y que John "Jackie Nose" D'Amico y Nicholas Corozzo dirigían las operaciones diarias de la familia. Joseph Corozzo era quien tomaba las decisiones finales. DiLeonardo también declaró que estos hombres han controlado la familia Gambino desde la década de 1990.

### Prisión
El 7 de febrero de 2008, Corozzo fue acusado como parte de la Operación Puente Viejo, una ofensiva masiva contra la familia Gambino. Los cargos incluían numerosas acusaciones de drogas y de extorsión a una empresa de camiones de Staten Island propiedad del empresario Joseph Vollaro. El 5 de junio de 2008, en un acuerdo de culpabilidad, el gobierno retiró todos los cargos de drogas contra Corozzo y éste se declaró culpable de asociación ilícita. Joseph fue condenado a 46 meses de prisión federal, la pena más baja de las directrices para la imposición de penas.
El 1 de enero de 2011, cinco meses antes de la fecha prevista para su puesta en libertad, Joseph fue acusado de nuevo en el marco de una operación del FBI contra más de 100 presuntos miembros y asociados de la Mafia. Sus cargos específicos incluían la distribución de cocaína, marihuana y éxtasis. El 19 de septiembre de 2012, Corozzo fue condenado a cinco años de prisión federal.
Corozzo fue encarcelado en la Institución Correccional Federal, Fort Dix de Nueva Jersey. En octubre de 2015, Corozzo fue trasladado a un centro de reinserción en Brooklyn. Fue puesto en libertad el 5 de enero de 2016.